# Sphaerolaimus ostrae
Sphaerolaimus ostrae är en rundmaskart. Sphaerolaimus ostrae ingår i släktet Sphaerolaimus, och familjen Sphaerolaimidae. Arten är reproducerande i Sverige.